# Luís Figo
Luís Filipe Madeira Caeiro Figo (n. 4 noiembrie 1972, Almada, Portugalia) este un fost jucător portughez de fotbal care a evoluat pentru Sporting CP, Barcelona,  Real Madrid și Inter Milano.

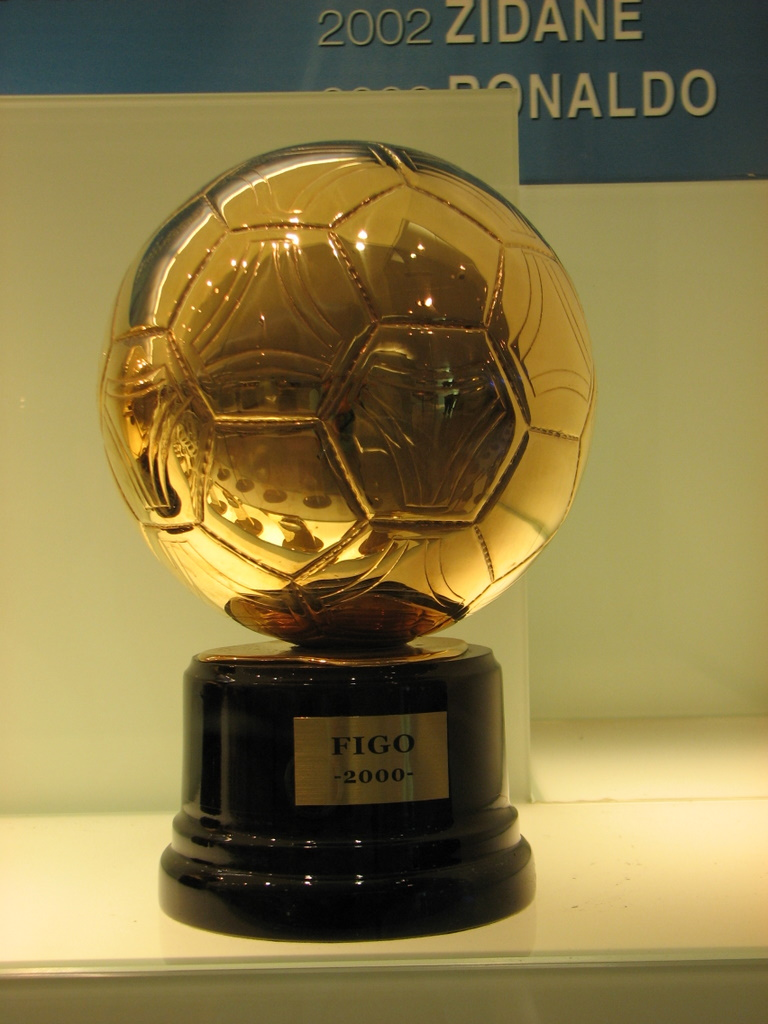
Balonul de Aur 2000 -Luís Figo

## Statistici carieră

### Club
| Club           | Campionat     | Sezon      | Campionat | Campionat | Cupă    | Cupă   | Europe  | Europe | Total   | Total  |
| Club           | Campionat     | Sezon      | Meciuri   | Goluri    | Meciuri | Goluri | Meciuri | Goluri | Meciuri | Goluri |
| -------------- | ------------- | ---------- | --------- | --------- | ------- | ------ | ------- | ------ | ------- | ------ |
| Sporting CP    | Primeira Liga | 1989–90    | 3         | 0         | —       | —      | —       | —      | 3       | 0      |
| Sporting CP    | Primeira Liga | 1990–91    | 3         | 0         | —       | —      | —       | —      | 3       | 0      |
| Sporting CP    | Primeira Liga | 1991–92    | 34        | 1         | 7       | 0      | 2       | 0      | 43      | 1      |
| Sporting CP    | Primeira Liga | 1992–93    | 32        | 0         | 8       | 1      | 2       | 0      | 42      | 1      |
| Sporting CP    | Primeira Liga | 1993–94    | 31        | 8         | 1       | 0      | 3       | 0      | 35      | 8      |
| Sporting CP    | Primeira Liga | 1994–95    | 34        | 7         | 7       | 3      | 2       | 0      | 43      | 10     |
| Sporting CP    | Primeira Liga | Total      | 137       | 16        | 23      | 4      | 9       | 0      | 169     | 20     |
| Barcelona      | La Liga       | 1995–96    | 35        | 5         | 8       | 1      | 10      | 3      | 53      | 9      |
| Barcelona      | La Liga       | 1996–97    | 36        | 4         | 9       | 2      | 8       | 1      | 53      | 7      |
| Barcelona      | La Liga       | 1997–98    | 35        | 5         | 4       | 0      | 7       | 1      | 46      | 6      |
| Barcelona      | La Liga       | 1998–99    | 34        | 7         | 10      | 1      | 6       | 1      | 50      | 9      |
| Barcelona      | La Liga       | 1999–2000  | 32        | 9         | 2       | 0      | 13      | 5      | 47      | 14     |
| Barcelona      | La Liga       | Total      | 172       | 30        | 33      | 4      | 44      | 11     | 249     | 45     |
| Real Madrid    | La Liga       | 2000–01    | 34        | 9         | 1       | 0      | 14      | 5      | 49      | 14     |
| Real Madrid    | La Liga       | 2001–02    | 28        | 7         | 6       | 1      | 10      | 3      | 44      | 11     |
| Real Madrid    | La Liga       | 2002–03    | 33        | 10        | 1       | 0      | 15      | 2      | 48      | 12     |
| Real Madrid    | La Liga       | 2003–04    | 36        | 9         | 8       | 3      | 11      | 1      | 55      | 13     |
| Real Madrid    | La Liga       | 2004–05    | 33        | 3         | 0       | 0      | 10      | 4      | 43      | 7      |
| Real Madrid    | La Liga       | Total      | 164       | 38        | 16      | 4      | 60      | 15     | 239     | 57     |
| Internazionale | Serie A       | 2005–06    | 34        | 5         | 2       | 0      | 8       | 1      | 45      | 6      |
| Internazionale | Serie A       | 2006–07    | 32        | 2         | 7       | 1      | 7       | 0      | 47      | 3      |
| Internazionale | Serie A       | 2007–08    | 17        | 1         | 2       | 0      | 3       | 0      | 21      | 1      |
| Internazionale | Serie A       | 2008–09    | 22        | 1         | —       | —      | 3       | 0      | 25      | 1      |
| Internazionale | Serie A       | Total      | 105       | 9         | 11      | 1      | 21      | 1      | 138     | 11     |
| Total          | Portugalia    | Portugalia | 137       | 16        | 23      | 4      | 9       | 0      | 169     | 20     |
| Total          | Spania        | Spania     | 336       | 68        | 49      | 8      | 104     | 26     | 488     | 102    |
| Total          | Italia        | Italia     | 105       | 9         | 11      | 1      | 21      | 1      | 138     | 11     |
| Total          | Total         | Total      | 577       | 93        | 83      | 13     | 134     | 27     | 795     | 133    |

### Internațional
| Portugalia | Portugalia | Portugalia |
| An         | Meciuri    | Goluri     |
| ---------- | ---------- | ---------- |
| 1991       | 3          | 0          |
| 1992       | 7          | 1          |
| 1993       | 5          | 2          |
| 1994       | 5          | 2          |
| 1995       | 6          | 1          |
| 1996       | 9          | 2          |
| 1997       | 7          | 2          |
| 1998       | 6          | 0          |
| 1999       | 9          | 4          |
| 2000       | 13         | 6          |
| 2001       | 9          | 9          |
| 2002       | 10         | 0          |
| 2003       | 10         | 3          |
| 2004       | 11         | 1          |
| 2005       | 7          | 0          |
| 2006       | 10         | 1          |
| Total      | 127        | 32         |

### Goluri internaționale
| #  | Dată              | Stadion                                            | Adversar          | Scor | Rezultat | Competiție                                             |
| -- | ----------------- | -------------------------------------------------- | ----------------- | ---- | -------- | ------------------------------------------------------ |
| 1  | 11 noiembrie 1992 | Stade de Paris, Paris, Franța                      | Bulgaria          | 1–1  | 2–1      | Meci amical                                            |
| 2  | 9 octombrie 1994  | Daugava Stadium (Riga), Riga, Letonia              | Letonia           | 0–3  | 1–3      | Preliminariile Campionatului European de Fotbal 1996   |
| 3  | 13 noiembrie 1994 | Estádio José Alvalade (1956), Lisabona, Portugalia | Austria           | 1–0  | 1–0      | Preliminariile Campionatului European de Fotbal 1996   |
| 4  | 3 iunie 1995      | Estádio das Antas, Porto, Portugalia               | Letonia           | 1–0  | 3–2      | Preliminariile Campionatului European de Fotbal 1996   |
| 5  | 19 iunie 1996     | City Ground, Nottingham, Anglia                    | Croația           | 0–1  | 0–3      | Euro 1996                                              |
| 6  | 9 octombrie 1996  | Qemal Stafa Stadium, Tirana, Albania               | Albania           | 0–1  | 0–3      | Calificările pentru Campionatul Mondial de Fotbal 1998 |
| 7  | 7 iunie 1997      | Estádio das Antas, Porto, Portugalia               | Albania           | 2–0  | 2–0      | Calificările pentru Campionatul Mondial de Fotbal 1998 |
| 8  | 20 august 1997    | Estádio do Bonfim, Setúbal, Portugalia             | Armenia           | 2–0  | 3–1      | 1998 World Cup qualification                           |
| 9  | 31 martie 1999    | Sportpark Eschen-Mauren, Eschen, Liechtenstein     | Liechtenstein     | 0–2  | 0–5      | Preliminariile Campionatului European de Fotbal 2000   |
| 10 | 18 august 1999    | Estádio Nacional, Lisabona, Portugalia             | Andorra           | 3–0  | 4–0      | Meci amical                                            |
| 11 | 4 septembrie 1999 | Tofik Bahramov Stadium, Baku, Azerbaijan           | Azerbaidjan       | 1–1  | 1–1      | Preliminariile Campionatului European de Fotbal 2000   |
| 12 | 8 septembrie 1999 | Stadionul Steaua, București, România               | România           | 1–1  | 1–1      | Preliminariile Campionatului European de Fotbal 2000   |
| 13 | 29 martie 2000    | Estádio Municipal de Leiria, Leiria, Portugalia    | Danemarca         | 2–1  | 2–1      | Meci amical                                            |
| 14 | 2 iunie 2000      | Estádio Municipal de Chaves, Chaves, Portugalia    | Țara Galilor      | 1–0  | 3–0      | Meci amical                                            |
| 15 | 12 iunie 2000     | Philips Stadion, Eindhoven, Olanda                 | Anglia            | 1–2  | 3–2      | Euro 2000                                              |
| 16 | 16 august 2000    | Estádio do Fontelo, Viseu, Portugalia              | Lituania          | 2–0  | 5–1      | Meci amical                                            |
| 17 | 3 septembrie 2000 | Kadrioru Stadium, Tallinn, Estonia                 | Estonia           | 0–2  | 1–3      | Calificările pentru Campionatul Mondial de Fotbal 2002 |
| 18 | 15 noiembrie 2000 | Estádio Primeiro de Maio, Braga, Portugalia        | Israel            | 1–0  | 2–1      | Meci amical                                            |
| 19 | 28 februarie 2001 | Estádio dos Barreiros, Funchal, Portugalia         | Andorra           | 1–0  | 3–0      | Calificările pentru Campionatul Mondial de Fotbal 2002 |
| 20 | 28 februarie 2001 | Estádio dos Barreiros, Funchal, Portugalia         | Andorra           | 3–0  | 3–0      | Calificările pentru Campionatul Mondial de Fotbal 2002 |
| 21 | 28 martie 2001    | Estádio das Antas, Porto, Portugalia               | Țările de Jos     | 2–2  | 2–2      | Calificările pentru Campionatul Mondial de Fotbal 2002 |
| 22 | 2 iunie 2001      | Lansdowne Road, Dublin, Irlanda                    | Irlanda           | 1–1  | 1–1      | Calificările pentru Campionatul Mondial de Fotbal 2002 |
| 23 | 15 august 2001    | Estádio de São Luís, Faro, Portugalia              | Republica Moldova | 1–0  | 3–0      | Meci amical                                            |
| 24 | 15 august 2001    | Estádio de São Luís, Faro, Portugalia              | Republica Moldova | 2–0  | 3–0      | Meci amical                                            |
| 25 | 15 august 2001    | Estádio de São Luís, Faro, Portugalia              | Republica Moldova | 3–0  | 3–0      | Meci amical                                            |
| 26 | 6 octombrie 2001  | Estádio da Luz (1954), Lisabona, Portugalia        | Estonia           | 5–0  | 5–0      | Calificările pentru Campionatul Mondial de Fotbal 2002 |
| 27 | 14 noiembrie 2001 | Estádio José Alvalade (1956), Lisabona, Portugalia | Angola            | 1–1  | 5–1      | Meci amical                                            |
| 28 | 2 aprilie 2003    | Stade Olympique de la Pontaise, Lausanne, Elveția  | Macedonia de Nord | 1–0  | 1–0      | Meci amical                                            |
| 29 | 11 octombrie 2003 | Estádio do Restelo, Lisabona, Portugalia           | Albania           | 1–0  | 5–3      | Meci amical                                            |
| 30 | 19 noiembrie 2003 | Estádio Dr. Magalhães Pessoa, Leiria, Portugalia   | Kuweit            | 3–0  | 8–0      | Meci amical                                            |
| 31 | 29 mai 2004       | Estádio Municipal de Águeda, Águeda, Portugalia    | Luxemburg         | 1–0  | 3–0      | Meci amical                                            |
| 32 | 3 iunie 2006      | Stade Saint-Symphorien, Metz, Franța               | Luxemburg         | 0–3  | 0–3      | Meci amical                                            |

## Palmares

### Club
Sporting CP
- Taça de Portugal: 1994–95

Barcelona
- La Liga: 1997–98, 1998–99
- Copa del Rey: 1997, 1998
- Supercopa de España: 1996
- Cupa Cupelor UEFA: 1997
- Supercupa Europei: 1997

Real Madrid
- La Liga: 2000–01, 2002–03
- Supercopa de España: 2001, 2003
- Liga Campionilor UEFA: 2002
- Supercupa Europei: 2002
- Cupa Intercontinentală: 2002

Internazionale
- Serie A: 2005–06, 2006–07, 2007–08, 2008–09
- Coppa Italia: 2006
- Supercoppa Italiana: 2005, 2006, 2008

### Națională
- Campionatul European de Fotbal

Vicecampion: 2004
Campionatul Mondial de Fotbal 
Locul 4: 2006 Germania
- FIFA U-20 World Cup: 1991
- UEFA European Under-17 Football Championship: 1989
- UEFA European Under-21 Football Championship Runner up: 1994

### Individual

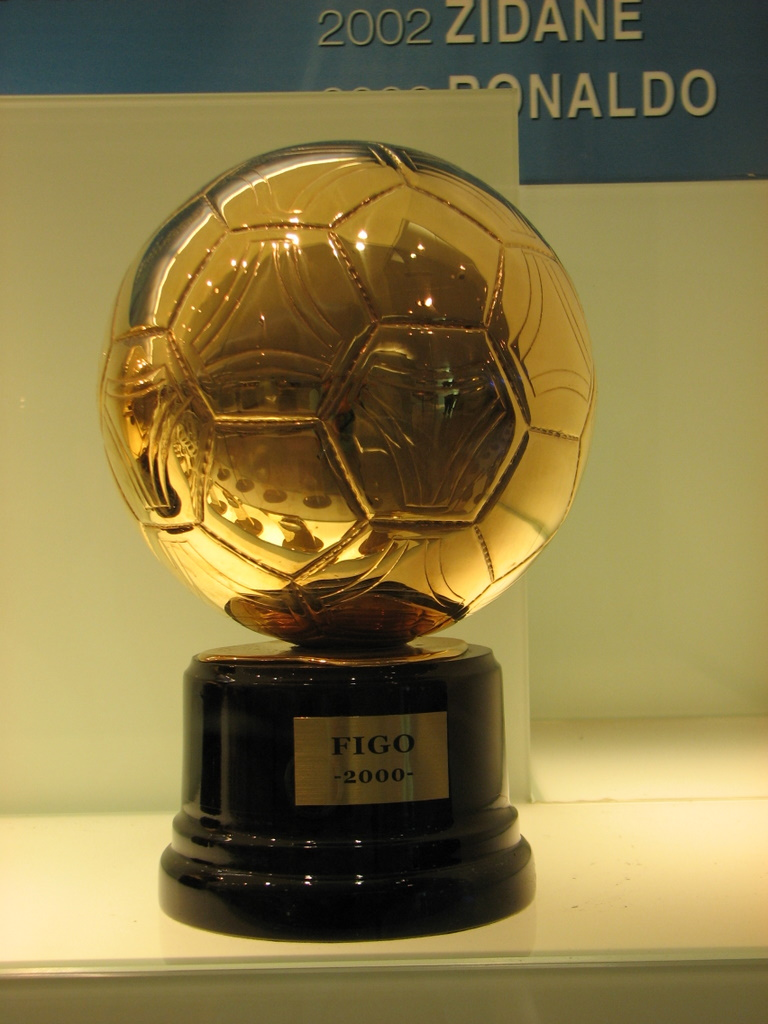
Figo's Ballon d'Or

- UEFA European Under-21 Football Championship Golden Player: 1994
- Portuguese Golden Ball: 1994
- Portuguese Footballer of the Year: 1995, 1996, 1997, 1998, 1999, 2000
- ESM Team of the Year: 1997–98, 1999-00
- La Liga Foreign Player of the Year: 1999, 2000, 2001
- Sporting CP Player of the Year: 1994
- UEFA European Football Championship Teams of the Tournament: 2000, 2004
- World Soccer Player of the Year: 2000
- Ballon d'Or: 2000
- FIFA World Player of the Year: 2001
- UEFA Team of the Year: 2003
- FIFA World Cup All-Star Team: 2006
- FIFA 100